# Парламентские выборы в Тувалу (2015)
Парламентские выборы в Тувалу прошли 31 марта 2015 года. Выборы переносились дважды с 19 и 26 марта, но были перенесены на неделю из-за сильнейшего циклона Пам. В первый раз они были перенесены из-за циклона Пам, а во второй из-за сильных разрушений, к которым привёл циклон. 
На беспартийной основе были избраны 15 депутатов однокамерного парламента Тувалу. В округах Нукуфетау (2 места) и Нукулаэлаэ (1 место) голосование проходило безальтернативно с единственным кандидатом.

## Избирательная система
Тувалу является парламентской монархией. Однопалатный парламент страны состоит из 15 депутатов и избирается в восьми округах по системе относительного большинства на четырёхлетний срок. На семи островах образованы двухмандатные округа, остров Нукулаэлаэ является одномандатным округом.